# 学術英語学会
一般社団法人 学術英語学会（がくじゅつえいごがっかい）は、自然科学・社会科学を問わず、日本の研究者たちがかかえる英語の諸問題に取り組む学会。
論文の作成や国際学会での口頭発表など、学術的な場面で生起する英語の諸問題を研究し、「研究者のための英語」にかかわる課題に取り組む。 
2014年の設立以降、年次研究大会、各種セミナー等を開催している。
会長はトム・ガリー（東京大学大学院総合文化研究科教授）、代表理事は﨑村耕二（日本医科大学医学部教授）。 